# Grasa de pella
Grasa de pella es el término que se utiliza en el español rioplatense[cita requerida] para designar el tejido adiposo bovino (grasa vacuna) de buena calidad que rodea las menudencias, preferentemente la grasa que rodea a los riñones, sometida a cocción hasta derretirla y que luego puede conservarse. De la cocción se retiran los trozos de carne residuales que se denominan “chicharrones” y que se utilizan en diversas recetas de panadería integrados a la masa (pan de chicharrones, tortas de chicharrones, torta frita, etc.).
Es ingrediente esencial de las empanadas criollas tradicionales de Argentina, usada en la preparación de la masa y en la cocción de la carne del relleno. Entre los diversos modos de preparación está muy difundido el de cocer los trozos de grasa picados en leche a la que se ha agregado hojas de laurel. Al producido final se le retiran los chicharrones para luego colarlo, enfriarlo rápidamente (para evitar la sobrecocción) y envasarlo.
- Datos: Q5884997